# Stazione meteorologica di Volano
La stazione meteorologica di Volano è la stazione meteorologica di riferimento per l'Organizzazione Meteorologica Mondiale relativa all'omonima località della provincia di Ferrara, gestita dall'ARPA dell'Emilia-Romagna.

## Caratteristiche
La stazione meteorologica, originariamente gestita dall'ERSA, è passata nel 1996 sotto la gestione del Servizio Idrometeorologico dell'ARPA Emilia-Romagna.
La stazione, di tipo automatico DCP, si trova nell'Italia nord-orientale, in Emilia-Romagna, in provincia di Ferrara, nel territorio comunale di Codigoro, nella località di Volano, col barometro collocato a 4 metri s.l.m. e alle coordinate geografiche 44°48′46.32″N 12°15′01.32″E.

## Medie climatiche ufficiali

### Dati climatologici 1991-2005
In base alla media calcolata dall'ARPA Emilia-Romagna per il periodo tra il 1991 e il 2005, la temperatura media del mese più freddo, gennaio, si attesta a +3,7 °C; quella del mese più caldo, agosto, è di circa +24,5 °C. Mediamente, nel corso dell'anno si contano 56,2 giorni di gelo e 0,8 giorni di ghiaccio.
Nello stesso periodo, le precipitazioni medie annue si attestano a 644,8 mm, con minimo in gennaio e picco massimo in aprile.
| Volano (1991-2005)               | Mesi | Mesi | Mesi | Mesi | Mesi | Mesi | Mesi | Mesi | Mesi | Mesi | Mesi | Mesi | Stagioni | Stagioni | Stagioni | Stagioni | Anno  |
| Volano (1991-2005)               | Gen  | Feb  | Mar  | Apr  | Mag  | Giu  | Lug  | Ago  | Set  | Ott  | Nov  | Dic  | Inv      | Pri      | Est      | Aut      | Anno  |
| -------------------------------- | ---- | ---- | ---- | ---- | ---- | ---- | ---- | ---- | ---- | ---- | ---- | ---- | -------- | -------- | -------- | -------- | ----- |
| T. max. media (°C)               | 7,5  | 10,0 | 14,2 | 17,5 | 22,9 | 27,0 | 29,4 | 30,5 | 24,8 | 19,5 | 12,8 | 8,0  | 8,5      | 18,2     | 29,0     | 19,0     | 18,7  |
| T. min. media (°C)               | −0,1 | −0,4 | 3,0  | 7,4  | 12,3 | 16,2 | 17,8 | 18,4 | 13,6 | 9,7  | 5,2  | 0,8  | 0,1      | 7,6      | 17,5     | 9,5      | 8,7   |
| Giorni di gelo (Tmin ≤ 0 °C)     | 15,7 | 15,5 | 6,1  | 0,5  | 0,0  | 0,0  | 0,0  | 0,0  | 0,0  | 0,2  | 3,9  | 14,3 | 45,5     | 6,6      | 0,0      | 4,1      | 56,2  |
| Giorni di ghiaccio (Tmax ≤ 0 °C) | 0,3  | 0,0  | 0,0  | 0,0  | 0,0  | 0,0  | 0,0  | 0,0  | 0,0  | 0,0  | 0,0  | 0,5  | 0,8      | 0,0      | 0,0      | 0,0      | 0,8   |
| Precipitazioni (mm)              | 31,3 | 37,0 | 36,9 | 68,4 | 53,9 | 64,5 | 44,0 | 56,9 | 64,9 | 62,8 | 64,6 | 59,6 | 127,9    | 159,2    | 165,4    | 192,3    | 644,8 |

## Valori estremi

### Temperature estreme mensili dal 1986 ad oggi
Nella tabella sottostante sono riportati i valori delle temperature estreme mensili registrate presso la stazione meteorologica dal 1986 ad oggi.
La temperatura minima assoluta ha toccato i -12,4 °C nel dicembre 2010, mentre la temperatura massima assoluta ha raggiunto i +40,5 °C il 4 agosto 2017.
| Volano (1986-2023)    | Mesi        | Mesi        | Mesi        | Mesi        | Mesi        | Mesi        | Mesi        | Mesi        | Mesi        | Mesi        | Mesi        | Mesi         | Stagioni | Stagioni | Stagioni | Stagioni | Anno  |
| Volano (1986-2023)    | Gen         | Feb         | Mar         | Apr         | Mag         | Giu         | Lug         | Ago         | Set         | Ott         | Nov         | Dic          | Inv      | Pri      | Est      | Aut      | Anno  |
| --------------------- | ----------- | ----------- | ----------- | ----------- | ----------- | ----------- | ----------- | ----------- | ----------- | ----------- | ----------- | ------------ | -------- | -------- | -------- | -------- | ----- |
| T. max. assoluta (°C) | 14,4 (2015) | 21,7 (2012) | 27,5 (2012) | 33,2 (2023) | 34,5 (2007) | 38,2 (2012) | 38,5 (2006) | 40,5 (2017) | 36,7 (2015) | 29,9 (2023) | 23,5 (2013) | 17,2 (1989)  | 21,7     | 34,5     | 40,5     | 36,7     | 40,5  |
| T. min. assoluta (°C) | −9,6 (1987) | −9,4 (1987) | −9,1 (2005) | −1,4 (1995) | 3,8 (1987)  | 7,6 (1990)  | 10,4 (1991) | 10,0 (1986) | 4,9 (2008)  | −0,6 (1988) | −6,2 (1988) | −12,4 (2010) | −12,4    | −9,1     | 7,6      | −6,2     | −12,4 |